# Kond-e Soflá
Kond-e Soflá (persiska: كند پائين, كند سفلى, كَندِ پائين, Kond-e Pā’īn) är en ort i Iran.   Den ligger i provinsen Teheran, i den norra delen av landet, 28 km nordost om huvudstaden Teheran. Kond-e Soflá ligger 1 951 meter över havet och antalet invånare är 122.
Terrängen runt Kond-e Soflá är kuperad åt sydost, men åt nordväst är den bergig.Runt Kond-e Soflá är det glesbefolkat, med 19 invånare per kvadratkilometer. Närmaste större samhälle är Fasham, 13,1 km nordväst om Kond-e Soflá. Trakten runt Kond-e Soflá består i huvudsak av gräsmarker.